# ケイト・セント・ジョン
ケイト・セント・ジョン（Kate St John、1957年10月2日 - ）は、イングランドの作曲家、編曲家、音楽プロデューサー、マルチ楽器奏者。

## 略歴
クラシック・オーボエの訓練を受けていたセント・ジョンの最初のバンドは、ヴァージニア・アストレイとニッキー・ホランドとのザ・ラヴィッシング・ビューティーズ（The Ravishing Beauties）であった。このトリオは、1981年の冬にリバプールのティアドロップ・エクスプローズとともに、小さなクラブでの一連の公演と1982年初頭のイギリス・ツアーを行った。
1980年代から1990年代初頭にかけて、彼女はニック・レアード・クロウズ、ギルバート・ガブリエルとともにドリーム・アカデミーのメンバーを務めた。1985年、彼らはシングル「ライフ・イン・ア・ノーザン・タウン」で世界的ヒットを記録し、『ドリーム・アカデミー』（1985年）、『リメンブランス・デイズ』（1987年）、『ディファレント・カインド・オブ・ウェザー』（1990年）という3枚のアルバムを制作した。
1990年代、セント・ジョンはヴァン・モリソンのライブ・バンドのメンバーとしてオーボエとサックスを演奏した。彼女はヴァン・モリソンの5枚のアルバムに参加している。1994年、彼女はオール・セインツ・レーベルからのアルバム『ザ・ファミリアー』でロジャー・イーノと4曲を共作し、歌った。これが、ケイト、ロジャー・イーノ、ビル・ネルソン、ララージ、立花まゆみによるバンド、チャンネル・ライト・ヴェッセルの結成につながった。
セント・ジョンは、2枚のソロ・アルバム、『夜のいたずら』（1995年）と『セカンド・サイト』（1997年）をリリースしている。
セント・ジョンと彼女の夫で制作パートナーのニール・マッコールは、映画の現場での音楽制作を専門としており、これまでに『遥か群衆を離れて』（2015年）、『チューリップ・フィーバー 肖像画に秘めた愛』（2017年）、『レイチェル』（2017年）、『ザ・リトル・ストレンジャー』（2018年）といった作品に取り組んできた。

## ディスコグラフィ

### リーダー・アルバム
- 『ザ・ファミリアー』 - The Familiar (1992年、All Saints) ※with ロジャー・イーノ
- 『夜のいたずら』 - Indescribable Night (1995年、All Saints)
- 『セカンド・サイト』 - Second Sight (1997年、All Saints)

### チャンネル・ライト・ヴェッセル
- 『オートマティック』 - Automatic (1994年、All Saints)
- 『エクセレント・スピリッツ』 - Excellent Spirits (1996年、All Saints)